# Marianne Sandels
Birgitta Marianne Sandels, född 8 juli 1942 i Stockholm, är en svensk bibliotekarie och översättare. 
Som bibliotekarie arbetade Sandels på Konstbiblioteket vid Nationalmuseum och på Kungliga biblioteket. Hon driver sedan 2001 bokförlaget Almaviva. Hon översätter från romanska språk (portugisiska, rumänska, franska, spanska, italienska, provensalska) och (i mindre utsträckning) från engelska.  Som översättare har hon visat särskilt intresse för medeltidens trubadurlyrik och för samtida portugisiskspråkig litteratur.
Sandels, som avlagt filosofie licentiatexamen, blev hedersdoktor vid Uppsala universitet 2003.
Hon var gift med översättaren Pierre Zekeli (1931–1988) och därefter med bibliotekarien Thomas Tottie (1930–2020). 

## Böcker i urval
- LIBRIS: Library information system: en presentation av de svenska forskningsbibliotekens datasystem (1975)
- Att tänka på henne: provensalsk trubadurlyrik från medeltiden (FIB:s lyrikklubb, 1980)
- Under den gröna pinjen: trubadurlyrik på galicisk-portugisiska från Spanien och Portugal, 1200–1350 (FIB:s lyrikklubb,1997)
- "Ingen" träder in på scenen : ett portugisiskt drama: Almeida Garrett och hans tid (tillsammans med Teresa Duarte Ferreira) (Ariel,1999)
- Känn bara inte, vackre vän, någon rädsla …: kvinnans röst i lyriken på de romanska språken 1100–1350 (Almaviva, 2005)

## Översättningar i urval
- Pablo Picasso: Tankar (i urval av Alain Benoit), Forum, 1969
- César Vallejo: Mänskliga dikter (översatt tillsammans med Pierre Zekeli), FIB:s lyrikklubb, 1974
- Marin Sorescu: Framkallning (översatt tillsammans med Pierre Zekeli), FIB:s lyrikklubb, 1975
- Smaken av oceanerna: tjugosju portugisiska 1900-talspoeter, FIB:s lyrikklubb, 1982
- Jorge de Sena: Frihetens färg, Atlantis, 1989
- Marin Sorescu: Jag såg ljus på jorden: dikter (översatt tillsammans med Dan Shafran), Bonnier, 1991
- Vasco Graça Moura: Ett vinterbrev och andra dikter (Ariel,2000)
- Giuseppe Ungaretti: Jag är en varelse (översatt tillsammans med Pierre Zekeli) (Themis i samarbete med Stift. C.M. Lerici [Italienska kulturinstitutet], 2001) [tvåspråkig utgåva]
- Almeida Faria: Den ensamme drömmarens vandringar och två samtal i Paris (översatt tillsammans med Örjan Sjögren) (Almaviva, 2001)
- Eugénio de Andrade: Ett solens ackord (Almaviva, 2003)
- José Craveirinha: Att stava till ett kosmos (Almaviva, 2006)
- José Eduardo Agualusa: En främling i Goa (Almaviva, 2006)
- Almeida Faria: Passionsdagen (A paixão) (Almaviva, 2009)

## Priser
- 1992 – Svenska Akademiens översättarpris
- 2001 – De Nios översättarpris
- 2003 – Hedersdoktor vid Uppsala universitet